# Praistorijski tumuli i nekropola sa stećcima Baba u Gornjoj Bitunji
Praistorijski tumuli i nekropola sa stećcima Baba u Gornjoj Bitunji je nacionalni spomenik Bosne i Hercegovine. Nalazi se u opštini Berkovići, na jugu Republike Srpske. Zaštićeno istorijsko područje čine nekropola sa dvadeset i četiri stećka i dva praistorijska tumula.

## Opis dobra
Zastićeno područje nalazi se u selu Gornju Bitunju i zauzima površinu od oko 300 metara kvadratnih. Na skoro polovini stećnjaka (11) identifikovani su ukrasi a prema obliku, svi imaju sandučast oblik.

## Zaštita dobra
Komisija za očuvanje nacionalnih spomenika u Bosni i Hercegovini je maja 2006. godine donela odluku da se istorijsko područje – praistorijski tumuli i nekropola sa stećcima Baba u Gornjoj Bitunji, opština Berkovići, proglašava nacionalnim spomenikom Bosne i Hercegovine. Pored zaštićenog dobra, pod zaštitom se nalazi i okolina od 300 metara u kojoj su zabranjeni svaki radovi bez posebne saglasnosti.

## Spoljašnje veze
- Odluka Komisje o zaštiti dobra[мртва веза]